# アントン・シュタウス
| 335 ロベルタ | 1892年9月1日 |

アントン・シュタウス（Anton Staus、1872年9月5日 - 1955年7月21日）は、ドイツの天文学者。
シュタウスはハイデルベルクに生まれ、Technischen Hochschule校で機械工学を勉強し、1904年に卒業した。その後は講師として活躍したが、第一次世界大戦が勃発した後は軍艦のオブザーバーとして勤めた。第一次大戦が終結した直後の1918年11月に、シュタウスは復帰し教授職についた。しかし、1930年に第一次世界大戦時に起こった病気で引退した。
引退後は天文学を学び、ハイデルベルクに独立した天文台を建てた。シュタウスはこの時、小惑星の探索に天体写真を用いた事で知られるマックス・ヴォルフに出会った。そして、1892年9月1日に彼が見つけた唯一の小惑星であるロベルタ (小惑星)を発見した。晩年は、天文学の知識が豊富なシュタウスにアマチュアの天文家がよく尋ねに来て、プラッハで没した。そして、今日まで数々のアマチュア天文家の憧れとなってきた人物として知られている。